# Coruripe
Coruripe – miasto w Brazylii leżące w stanie Alagoas nad brzegiem rzeki Coruripe.
W roku 2005 obszar miasta wielkości 913 km² zamieszkiwało 44 272 ludzi.